# Hilário de Gouveia
Hilário Soares de Gouvêa (Caeté, 23 de setembro de 1843 — Rio de Janeiro,25 de outubro de 1923) foi um médico oftalmologista e professor brasileiro, um dos pioneiros da oftalmologia brasileira.
Era filho de Lucas Soares Gouvêa e de Ignácia Carolina Soares de Gouvêa. Formou-se pela Faculdade de Medicina do Rio de Janeiro em 1886, defendendo a tese sobre glaucoma.Tornou-se catedrático de clínica oftalmológica (1883-1895) e primeiro professor de otorrinolaringológica  ( 1911) da Faculdade de Medicina do Rio de Janeiro, da qual foi diretor em (1910-1911). Casou se com Rita Nabuco, irmã do abolicionista Joaquim Nabuco com quem foi um grande amigo.

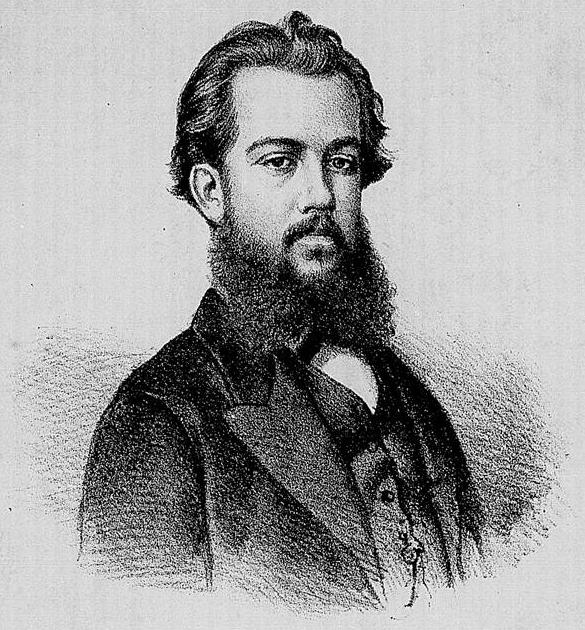
Dr. Hilário Soares de Gouvêa.

Foi redator da Revista dos Cursos Práticos, na Faculdade de Medicina do Rio de Janeiro. Foi um dos primeiros oftalmologistas do Brasil, adquirindo fama no Rio de Janeiro pelo seu mérito incontestável. Contribuiu para a reforma do ensino médico de 1881. Foi um dos fundadores da Sociedade de Medicina e Cirurgia do Rio de Janeiro em 14 de fevereiro de 1886. Presidiu esta sociedade (1888/1889/1893). Presidiu o 2º Congresso Brasileiro de Medicina promovido por essa sociedade em 1889.
Ele foi um grande adversário do presidente Floriano Peixoto, sendo preso pelo mesmo e depois se disfarçou de marinheiro e conseguiu fugir para a França como um exilado político. Voltando ao Brasil apenas em 1905.
Foi eleito para classe de membros titulares da Academia Nacional de Medicina em 1899. Foi um dos fundadores da Liga Brasileira Contra a Tuberculose em 1900. Foi Patrono e membro da Cadeira nº73 da Academia Nacional de Medicina. Foi aprovado no concurso para a Faculdade de Medicina de Paris com a tese a La distomatose pulmonarie par le douve du foie (A distomatose pulmonar pela fascíola do figado), 1897. Foi assistente da Clínica da Universidade de Heidelberg. Participou do Primeiro Conferência Internacional para a Luta Contra a Tuberculose, 1902. Foi comendador da Imperial Ordem da Rosa, membro titular do Instituto Farmacêutico, membro honorário do Ateneo Médico e ex-interno de Clínica cirúrgica e Medicina da Corte.
Em 1872, Hilário de Soares de Gouvêa foi o primeiro a descobrir o retinoblastoma como uma hereditária, termo usado por ele, já que desconhecia o conceito de gene. Ele clínica no Rio de Janeiro quando tratou um menino com uma rara forma de câncer no olho, este teve que ser removido cirurgicamente. O menino sobreviveu, chegou a idade adulta e casou-se com uma mulher sem histórico familiar de câncer. O casal teve vários filhos, e duas filhas desenvolveram o retinoblastoma do pai nos dois olhos - e morreram. Ele não dominava a linguagem da genética, mas para observadores que vieram depois o caso sugeria um fator herdado que "vivia" nos genes e causava o câncer.

## Obras
- Do glaucoma, 1869
- A iridotomia, 1869
- Contribuições à patologia das queimaduras da córnea, 1869